# Deconstructivism
Deconstructivism în arhitectură, numit uneori și Deconstrucție, este o direcție de dezvoltare a arhitecturii postmoderne începută la sfârșitul anilor 1980. Este caracterizată de idea de non-liniaritate a procesului de design și proiectare, precum și de manipulări ingenioase ale formelor, continuității și structurilor suprafețelor exterioare ale clădirilor. Deconstructivismul apelează la aparenta nerespectare a geometriei euclidiene, sugerînd volumetrie ne-euclidiană, servind astfel la "dizlocarea" și "distorsonarea" elementelor arhitecturale, dar mai ales a fațadei și a întregii suprafețe exterioare a clădirii. Finalizarea aspectului final vizual este caracterizată de impredictibilitate și haos controlat.

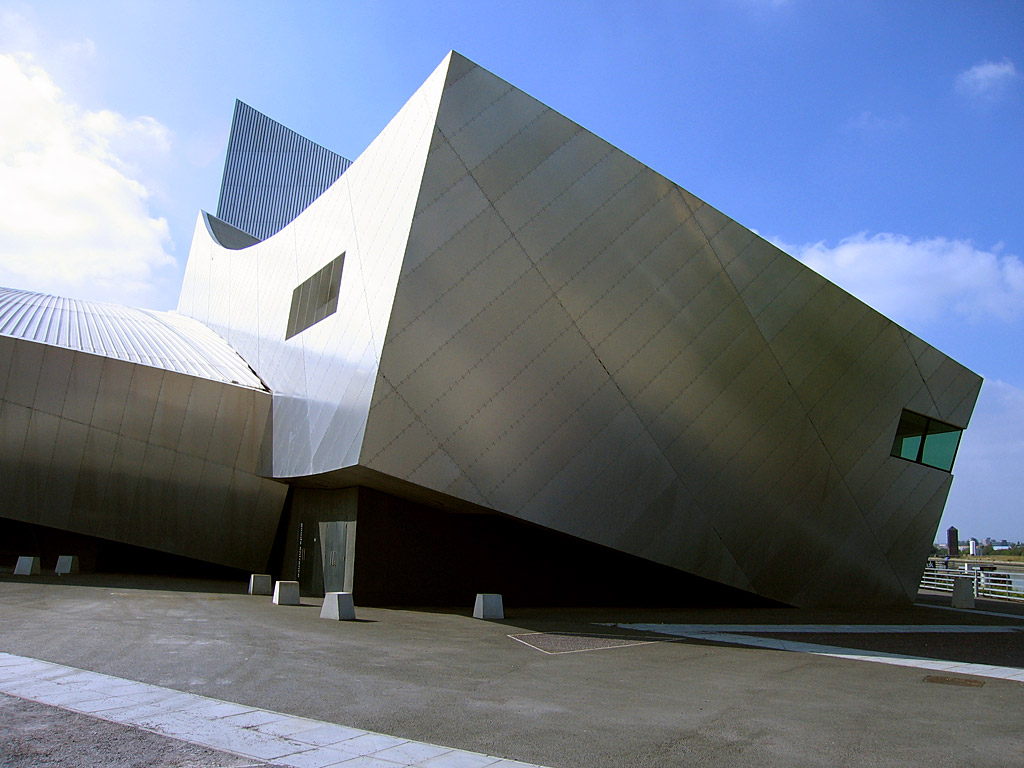
Clădirea Muzeului Imperial de Război, Nord (Imperial War Museum North) din Manchester, Anglia, realizare a arhitectului Daniel Libeskind, sugerează intersectarea a trei forme volumice curbe.

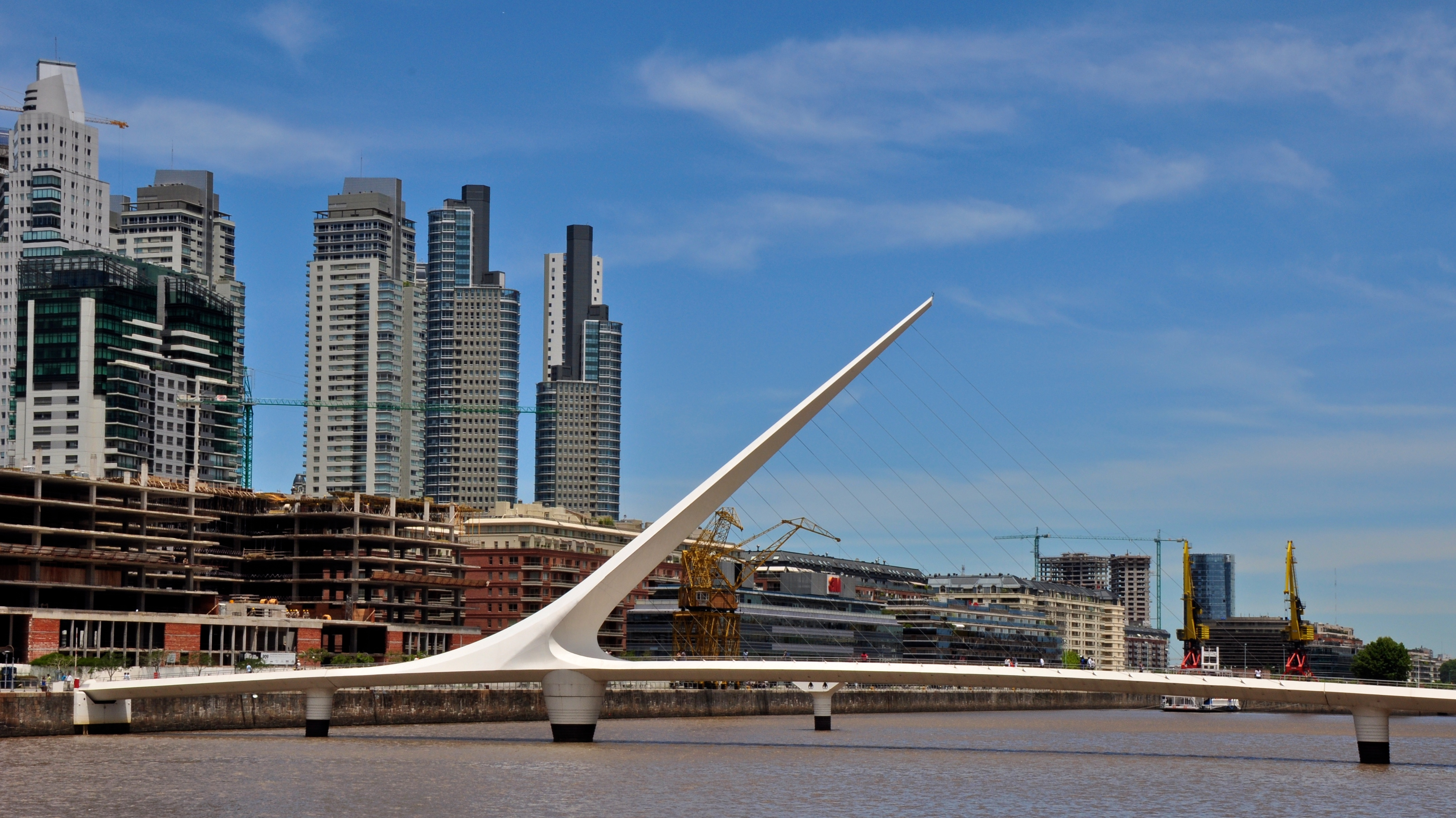
Puente de la Mujer, Buenos Aires (Argentina).

Unii dintre arhitecții implicați în mișcarea deconstructivistă au fost influențați de scrierile filozofului francez Jacques Derrida și de ideea sa filozofică de deconstrucție, deși gradul concret de influențare al acestora este o problemă de dezbătut, în timp ce alți arhitecți au fost influențați de multiplele dezechilibre geometrice ale mișcării artistice sovietice programatice a anilor 1930, Constructivism. Există, de asemenea, referiri multiple ale deconstructivismului la alte mișcări artistice importante ale secolului XX: modernism, postmodernism, expresionism, cubism, minimalism și artă contemporană. Oricum, încercarea generală a mișcării deconstructiviste este de a realiza progresul arhitecturii înspre o direcție neexplorată pînă la începutul anilor 1980, aceea a ignorării regulilor constrictive anterioare, "funcția determină forma", "purism", "fidelitate față de materialele folosite", și altele similare.
Evenimentele importante care au marcat mișcarea deconstructivistă includ concursul de design arhitectural din anul 1982 din Parc de la Villette (și mai ales lucrările lui Jacques Derrida and Peter Eisenman, respectiv lucrarea câștigătoare a lui Bernard Tschumi), expoziția organizată la Museum of Modern Art, Deconstructivist Architecture, în 1988, în New York City de către Philip Johnson și Mark Wigley și deschiderea din 1989 a Wexner Center for the Arts, Columbus, Ohio, designat de Peter Eisenman.

## Istoric, context și influențe

### Modernismșipostmodernism

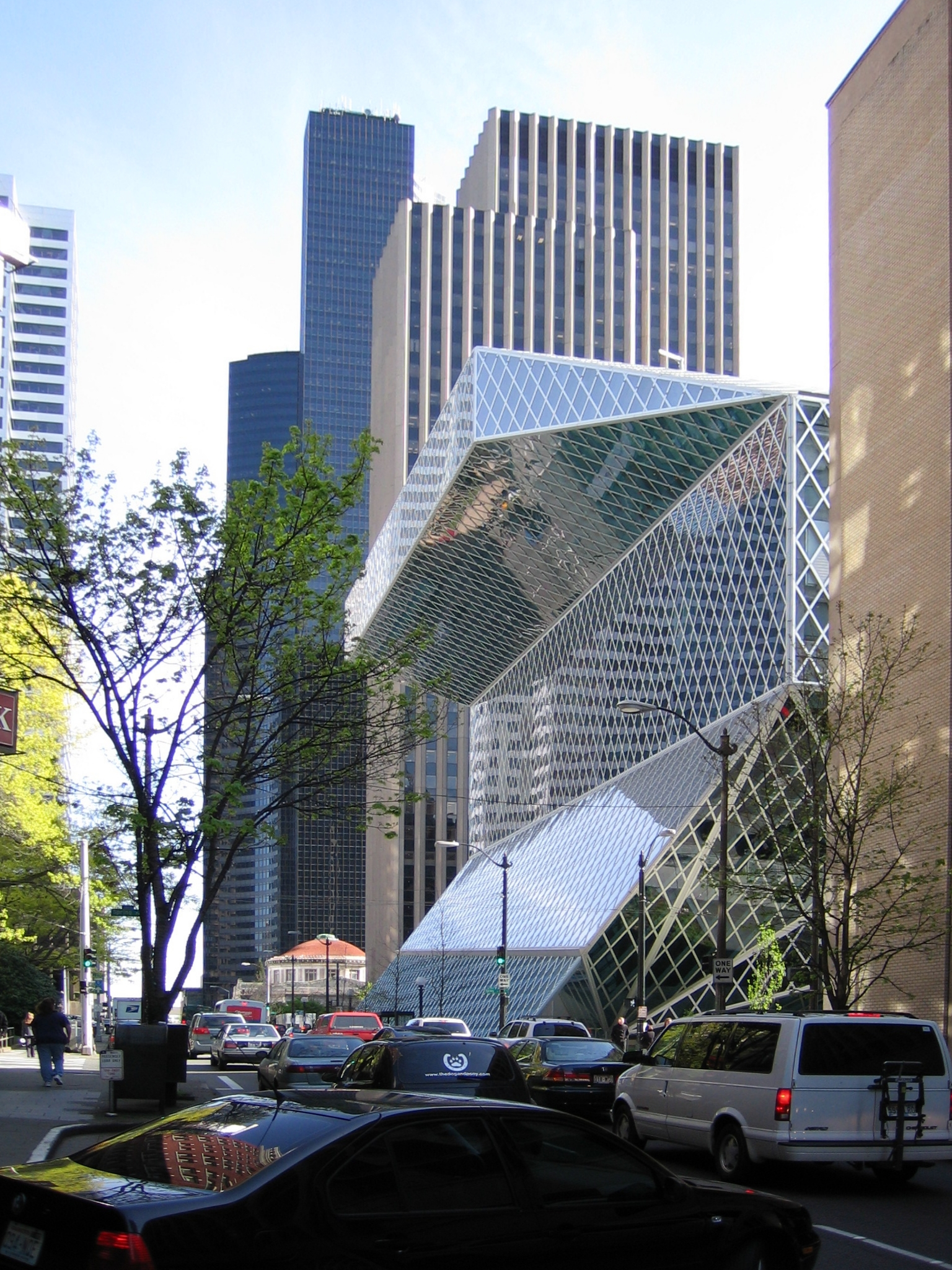
Seattle Central Library clădire realizată de Rem Koolhaas și OMA.

Deconstructivismul din arhitectura contemporană este în opoziție cu raționalitatea ordonată a arhitectura modernistă. Relația sa cu arhitectura postmodernă este de asemenea una de contraritate.
Arhitecții postmoderniști și cei deconstructiviști în stare născândă au publicat studii teoretice în revista profesională Oppositions (apărută între 1973 – 1984), marcând astfel începutul unei rupturi definitive între aceste mișcări. Poziția deconstructivismului a fost una critică și confruntațională împotriva arhitecturii și a istoriei acesteia, dorind o arhitectură a dez-articulării și dez-asamblării. Poziția postmodernismului a fost o reîntoarcere la îmbrățișarea tuturor referirilor istorice la eclectism și ornament, în timp ce deconstructivismul refuză aceste acceptări. Acest refuz aliniază într-un fel arhitectura deconstructivistă cu anti-istorismul multor opere moderne, fiind totodată o parte a definiție noii mișcări.
Anterior revistei Oppositions, o altă scriere care a separat deconstructivismul de linia generată de modernism și postmodernism a fost lucrarea Complexitate și contradicție în arhitectură de Robert Venturi (în original, Complexity and Contradiction in architecture) publicată în 1966. Fiind simultan un punct important atît pentru postmodernism cît și pentru deconstructivism, Venturi aduce argumente în Complexity and Contradiction împotriva purității, clarității și, mai ales, a simplismului generat de modernism. Datorită publicării acestei lucrări, funcționalismul și raționalismul, cele două curente majore ale modernismului, au fost puse "la zid", fiind privite ca paradigme prin prisma scrierilor postmoderniste și deconstructiviste.

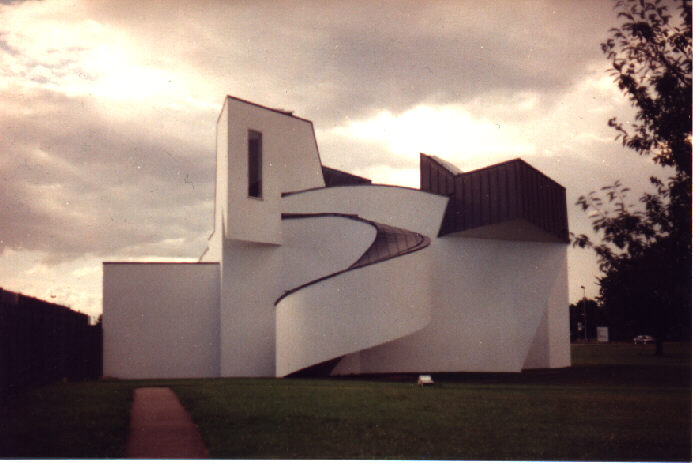
Vitra Design Museum de Frank Gehry, Weil am Rhein

Citirea lucrării lui Venturi în cheie postmodernă a fost exact acea parte ornamentală și aluzivă filozofică care aducea bogăție arhitecturii și pe care modernismul o ocolise, o eliminase, o uitase sau nu o considerase niciodată. Ca rezultat, arhitecții postmoderni au început să refolosească ornamentele ca elemente de îmbogățire ale fațadelor, chiar și în cazul clădirilor construite "economic" sau "minimalist" (a nu se confunda cu minimalismul, alt curent artistic al secolului XX), răspunzând conceptului lui Venturi de "colibă decorată" sau "cocioabă ornamentată". Raționalismul design-ului a fost "anulat", dar funcționalitatea clădirii a fost păstrată. Astfel, afirmația anterioară se găsește în proximitatea tezei majore a următoarei lucrări importante a lui Venturi, în care acesta afirma că semnele și ornamentele pot fi aplicate arhitecturii pragmatice implicând îmbogățirea acesteia cu conceptele filozofice complexe ale semiologiei.
Un alt exemplu de lectură deconstructivistă a Complexity and Contradiction este Wexner Center for the Arts al lui Peter Eisenman. Centrul Wexner ia forma arhetipală a castelului, pe care-l imprimă apoi cu complexitate într-o serie de reduceri și fragmentări.

## Răspunsuri critice
Criticii deconstructivismului îl văd ca pe un exercițiu pur formal, cu puțină semnificație socială. Kenneth Frampton consideră că este „elitist și detașat”.

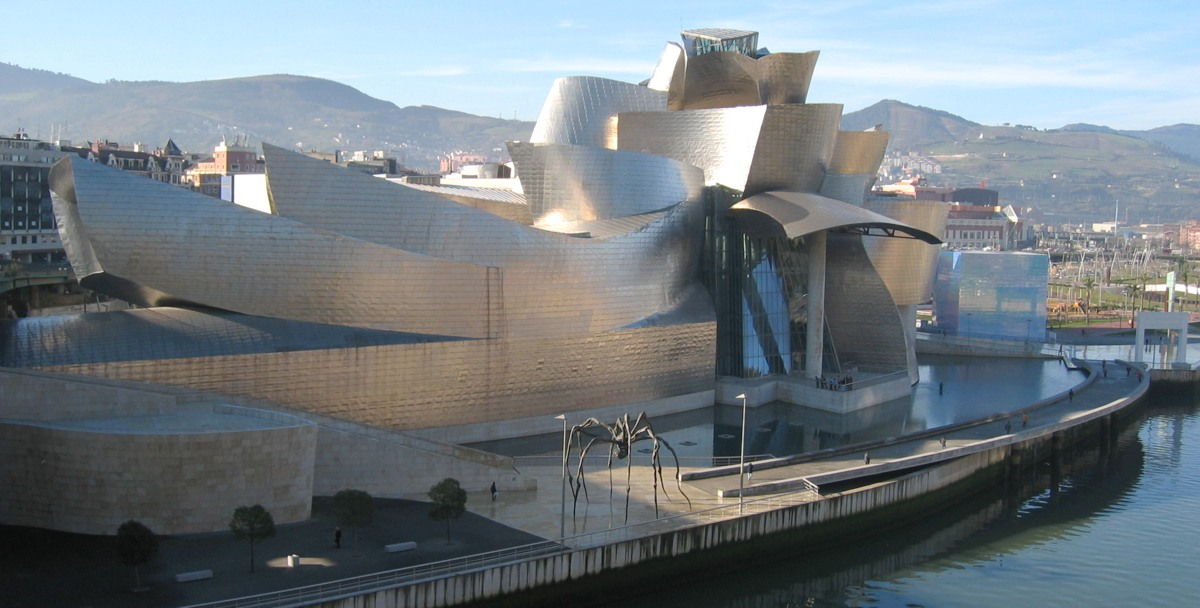
Muzeul Guggenheim din Bilbao, clădire deconstructivistă având impact vizual, emoțional și arhitectural, realizare a aceluiași Frank Gehry.